# Mincer Glacier
Mincer Glacier är en glaciär i Antarktis. Den ligger i Västantarktis. Inget land gör anspråk på området. Mincer Glacier ligger 165 meter över havet.
Terrängen runt Mincer Glacier är huvudsakligen kuperad, men åt nordväst är den platt. Trakten är obefolkad. Det finns inga samhällen i närheten.